# Castello Longhi
Il castello Longhi si trova a Fumone, piccolo paese della provincia di Frosinone, nel Lazio.

## Storia
Il castello di Fumone è stato la principale fortezza militare dello Stato Pontificio del basso Lazio; fu usato per oltre 500 anni (XI-XVI secolo) come punto di avvistamento. Le fumate che venivano prodotte dall'alta torre comunicavano in tutta la Campagna e Marittima che dei nemici si erano immessi sulla via Casilina ed avvertivano la popolazione di trovare un rifugio. Da ciò nacque l'adagio popolare: Quando Fumone fuma, tutta la campagna trema, ed anche il nome del paese.
Grazie alla sua posizione strategica, Fumone si rivelò nella storia una fortezza inespugnabile e furono vani i tentativi di conquista anche da parte di Federico Barbarossa ed Enrico VI di Svevia; ci riuscì solamente papa Gregorio IX nel tredicesimo secolo ma pacificamente e sotto pagamento di un ingente somma di denaro.
Nel 1121 il castello di Fumone fu luogo di prigionia e di morte per Maurizio Bordino, antipapa francese conosciuto anche con il nome di Antipapa Gregorio VIII, che venne condotto a Fumone da papa Callisto II; il corpo dell'antipapa sepolto nella rocca non venne mai più ritrovato.
L'episodio più importante avvenne però nel 1295 quando venne fatto prigioniero nel castello il papa Celestino V (noto con l'appellativo di Pietro da Morrone). Dopo una prigionia durata dieci mesi, morì a Fumone il 19 maggio del 1296; da allora il maniero iniziò ad essere anche un luogo spiritualmente importante. Nel corso del 1500 però la fortezza, avendo perso la sua importanza militare e non avendo più lavori di manutenzione, stava decadendo; per tale motivo, nel 1584 il papa Sisto V, decise che essendovi morto Celestino V, l'edificio doveva essere conservato come luogo di memoria storica e lo affidò ad una nobile famiglia di Roma: i marchesi Longhi. Sisto V scelse proprio tale casata perché il loro antenato Guglielmo, che venne nominato cardinale da Celestino V iniziò a espanderne il culto, proteggendo la congregazione dei celestini fondata da Pietro da Morrone.
Il castello di Fumone venne nel corso degli anni trasformato dalla famiglia Longhi. in una vera e propria residenza, ancora oggi è una proprietà privata ed è abitato dagli attuali eredi del casato.

## Descrizione

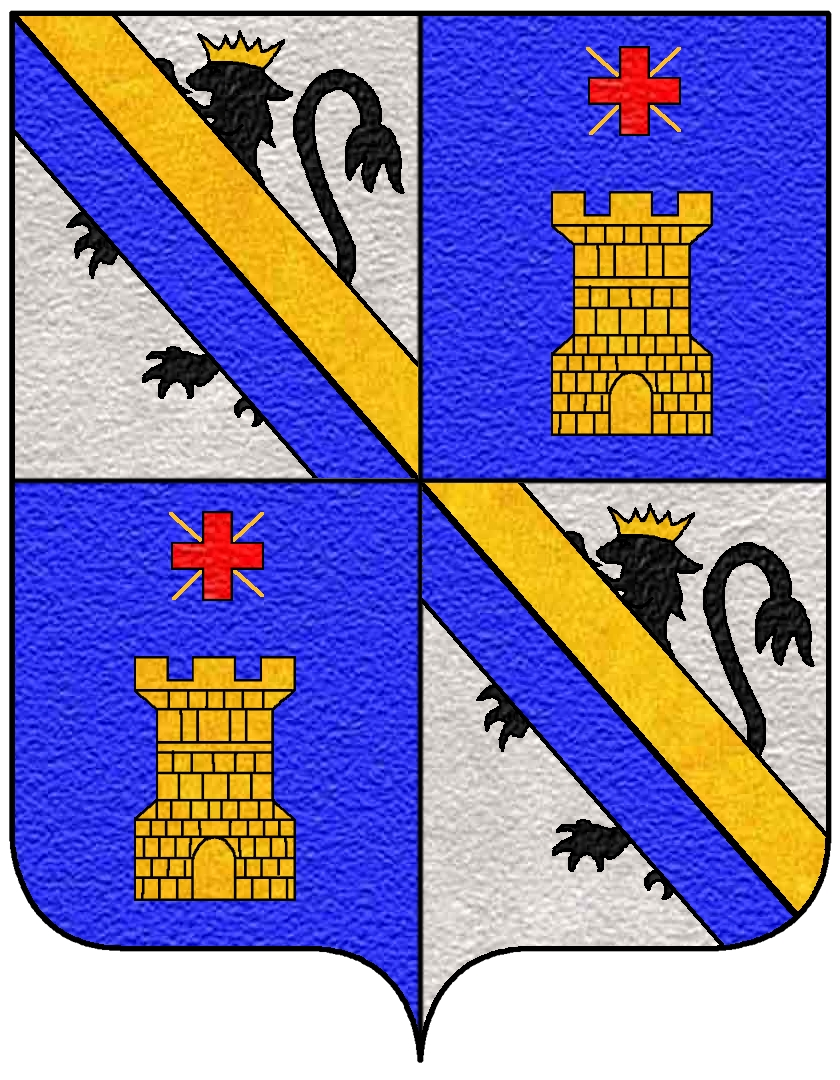
Il blasone della famiglia Longhi

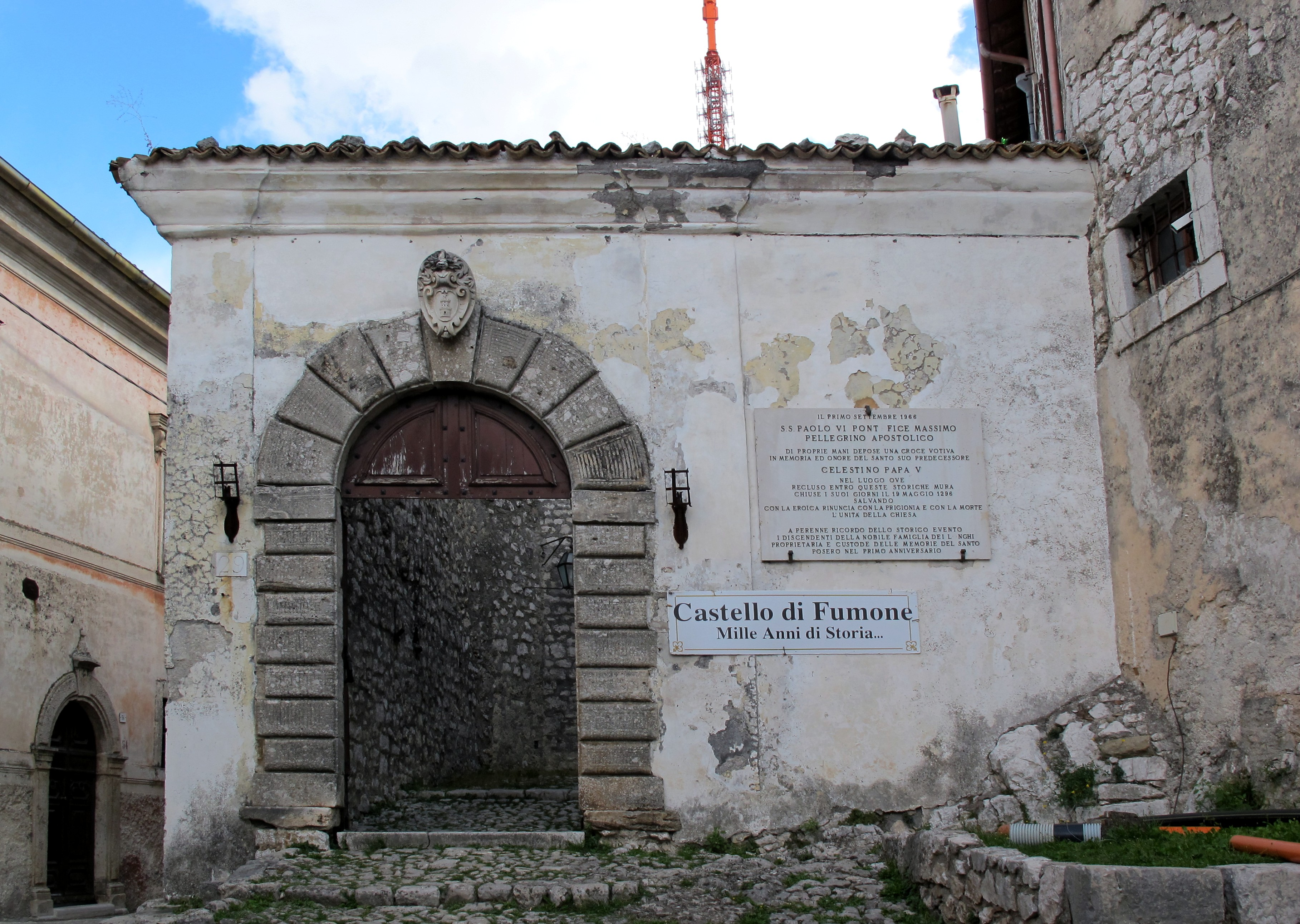
L'ingresso al castello

Il castello conserva nel museo interessanti reperti archeologici e comprende anche un giardino pensile, realizzato dalla famiglia Longhi nel Seicento. Il giardino sospeso, ricavato dall'unificazione dei camminamenti di ronda, dei fossati e dei quattro torrioni interni, è uno dei rari esempi nel suo genere in Europa, ed è tipico dell'arte del giardino classico all'italiana.
Per la sua estensione (3500 m2), è ritenuto il più grande d'Europa tra quelli che si trovano ad un'altitudine uguale o superiore agli 800 metri sul livello del mare.
Nel castello sono stati preservati due luoghi, nel piano nobile, riconducibili a papa Celestino V. Uno è la cappella costruita nel XVIII secolo in sua memoria. Attigua alla cappella è la cella dove venne rinchiuso e dove l'ex Papa trascorse gli ultimi dieci mesi di vita, praticamente murato vivo.
Durante la visita, inoltre, è possibile ascoltare la storia del marchesino Francesco Longhi che venne ucciso, a soli cinque anni e per motivi di eredità, dalle sue sette sorelle; la madre (la duchessa Emilia Caetani) impazzita completamente dal dolore non accettò di farlo seppellire e decise di farlo imbalsamare: il corpo del bambino è custodito ancora oggi in un secretaire dell'archivio gentilizio.
Nel 1966 papa Paolo VI ha visitato questi luoghi e ha deposto nel castello una croce votiva in memoria e in onore del suo predecessore Celestino V.
Nel 1990, Stefano e Fabio de Paolis, gli attuali proprietari del castello, lo hanno aperto al pubblico: si effettuano visite guidate nella prigione di papa Celestino V, nel giardino pensile e nel piano nobile.